# Jesu Mongke
Jesu Mongke (mongolsko Есөнмөнх, Esөnmөnh) je bil leta 1246 ali 1247-1252 kan Čagatajskega kanata, * 1221, † 1252.

## Biografija
Bil je peti sin Čagataj kana in Jesulun katun in Džingiskanov vnuk. Leta 1246 ali približno takrat ga je po odstavitvi Kara Huleguja za kana Čagatajskega kanata imenoval bratranec, veliki kan Gujuk, s katerim sta bila prijatelja. Gujukov naslednik, veliki kan Mongke, je sprožil čistko privržencev družine kana Ögedeja, med katerimi so bili tudi Čagataidi. Jesu Mongkeja je po njegovi odpustitvi Orhana usmrtila, Kara Hulegu pa je ponovno zasedel svoj prejšnji položaj.
Jesu Mongke  je imel ženo Naiši, s katero ni imel otrok. Poročila pravijo, da je bil pogosto pijan in sta zato namesto njega vladala njegova žena in veliki vezir Baha al-Din Marginani.

## Sklic
1. ↑  Boyle, John Andrew (1971). The Successors of Genghis Khan. Columbia University Press. str. 143.

| Jesu Mongke Rojen: 1221 Umrl: 1252 |                                   |                        |
| Vladarski nazivi                   |                                   |                        |
| Predhodnik: Kara Hulegu            | Kan Čagatajskega kanata 1246-1525 | Naslednik: Kara Hulegu |